# Lassi Parkkinen
Lassi Parkkinen   (Varkaus, 8 de maig de 1917 - Espoo, 3 d'octubre de 1994) fou un patinador de velocitat sobre gel finlandès que va competir entre finals de la dècada de 1930 i començaments de la de 1950.
El 1948 va prendre part en els Jocs Olímpics d'Hivern de Sankt Moritz, on va disputar quatre proves del programa de patinatge de velocitat. Guanyà la medalla de plata en la prova dels 10.000 metres, rere Åke Seyffarth. En els 1.500 metres fou quart, en els 5.000 metres novè i en els 500 metres setzè. Quatre anys més tard, als Jocs d'Oslo, va disputar tres proves del programa de patinatge de velocitat. Fou sisè en els 1.500 metres i vuitè en els 10.000 metres, mentre en els  500 metres es veié obligat a abandonar.
En el seu palmarès també destaca el campionat del món de 1947 i la plata al de 1952, així com cinc campionats nacionals, el 1941, 1943, 1944, 1946 i 1952. Una vegada retirat va continuar vinculat al patinatge de velocitat, sent vicepresident de la Suomen Luisteluliitto (Associació Finlandesa de Patinatge) de 1954 a 1960, a més de ser membre del comitè de la Unió Internacional de Patinatge de 1957 a 1964.